# Limes (revista)
Limes: Revista de Estudios Clásicos es una revista académica fundada en 1988 y la publicación oficial de Centro de Estudios Clásicos Giuseppina Grammatico Amari, dedicado al estudio de la Antigua Grecia y Antigua Roma. Toma su nombre de la palabra Limes, término usado por los romanos para referirse a las fronteras del imperio.
Es una publicación anual, que acepta artículos sobre filosofía, historia, arte, religión, mito, literatura, lingüística, filología y cultura clásica en general. Desde el número 27 (2016) su editor es el profesor Erwin Robertson, de la Facultad de Historia y Letras. Es publicada por la Universidad Metropolitana de Ciencias de la Educación a través de su centro de estudios clásicos.
Limes se encuentra indexada en Clase y Latindex.